# 케이프요크자유꼬리박쥐
케이프요크자유꼬리박쥐(Mormopterus halli)는 큰귀박쥐과(자유꼬리박쥐류)에 속하는 박쥐의 일종이다. 오스트레일리아의 토착종이다.

## 특징
작은 박쥐로 머리부터 몸까지 길이는 45~48mm이고, 어깨 길이는 30.6~34.2mm이다. 꼬리 길이는 18~25mm, 몸무게는 최대 11.5g이다. 털은 짧고, 전체적으로 밝은 갈색을 띤다. 주둥이는 편평하고 넓다.